# Balkanlynx
De Balkanlynx (Lynx lynx balcanicus) is een ernstig bedreigde ondersoort van de Euraziatische lynx (Lynx lynx). Het geschatte aantal volwassen dieren ligt tussen de 19 en 36 individuen en de enige plek waar het voortplanten van de soort werd bevestigd is het Nationaal park Mavrovo en Nationaal park Šar Planina in Noord-Macedonië. De aanwezigheid van de soort werd ook vastgesteld in Albanië (in Nationaal park Shebenik-Jabllanicë en Nationaal park Vjosa) en een enkele waarneming werd gedaan in Kosovo. Vanwege de zeer lage aantallen staat de Balkanlynx als in kritiek gevaar vermeld op de Rode Lijst van de IUCN.

## Algemene informatie
De Balkanlynx is de kleinste ondersoort van de Euraziatische lynx en ook de meest bedreigde. De populatie was het laagst tussen 1935 en 1940 met een geschatte 15 à 20 individuen en heeft daardoor genetisch gezien veel schade opgelopen. Dankzij het beschermingsprogramma Balkan Lynx Recovery Programme, opgestart in 2006 in Macedonië en Albanië, heeft de Balkanlynx zich qua aantal kunnen stabiliseren.
Het verspreidingsgebied bestaat uit bergachtige terreinen in het zuidelijke deel van de Dinarische Alpen. Onderzoek wees uit dat de Balkanlynx voornamelijk jaagt op reeën (Capreolus capreolus) met een aandeel van 65%, gevolgd door gemzen (Rupicapra rupicapra) en hazen (Lepus europaeus) beide met een aandeel van 11%. Minder vaak stonden marterachtigen en vossen (Vulpes vulpes) op het menu.

## Bedreigingen
De grootste bedreiging voor het voortbestaan van de Balkanlynx is het lage aantal individuen. Omdat de populatie klein is, is de soort kwetsbaar voor genetische verarming en stochastische factoren. Andere bedreigingen zijn de illegale jacht, de beperkte beschikbaarheid van prooidieren en het verlies van leefgebieden (vooral in Albanië).

## Status
De Balkanlynx valt via de Euraziatische lynx onder Appendix II van CITES en Appendix III van de Conventie van Bern. Bovendien valt de Euraziatische lynx onder de Habitatrichtlijn van de Europese Unie en is de Balkanlynx volledig bij wet beschermd in alle landen binnen het verspreidingsgebied.

## Taxonomie
De wetenschappelijke naam van de Balkanlynx werd voor het eerst geldig gepubliceerd door de bioloog Ivan Bureš in 1941. Bureš beschreef het type in de Šar Planina van Macedonië. De soms opduikende wetenschappelijke naam: Lynx lynx martinoi Mirić, 1978, wordt zo nu en dan gebruikt voor de Balkanlynx. De zoöloog Kryštufek beschreef in zijn werken dat dit een junior synoniem is van Lynx lynx balcanicus. Het gebruik ervan dient daarom vermeden te worden.
De Balkanlynx wordt niet vermeld in enkele invloedrijke publicaties, waaronder Mammal Species of the World van Wilson & Reeder (2005). Desondanks wordt deze ondersoort in natuurbeschermingsliteratuur wél vaak genoemd en is de beschermingsstatus van de soort beoordeeld door de IUCN.